# Maison Qiyad
 (août 2024).
La mise en forme du texte ne suit pas les recommandations de Wikipédia : il faut le « wikifier ».
Les points d'amélioration suivants sont les cas les plus fréquents. Le détail des points à revoir est peut-être précisé sur la page de discussion.
- Les titres sont pré-formatés par le logiciel. Ils ne sont ni en capitales, ni en gras.
- Le texte ne doit pas être écrit en capitales (les noms de famille non plus), ni en gras, ni en italique, ni en « petit »…
- Le gras n'est utilisé que pour surligner le titre de l'article dans l'introduction, une seule fois.
- L'italique est rarement utilisé : mots en langue étrangère, titres d'œuvres, noms de bateaux, etc.
- Les citations ne sont pas en italique mais en corps de texte normal. Elles sont entourées par des guillemets français : « et ».
- Les listes à puces sont à éviter, des paragraphes rédigés étant largement préférés. Les tableaux sont à réserver à la présentation de données structurées (résultats, etc.).
- Les appels de note de bas de page (petits chiffres en exposant, introduits par l'outil «  Source ») sont à placer entre la fin de phrase et le point final[comme ça].
- Les liens internes (vers d'autres articles de Wikipédia) sont à choisir avec parcimonie. Créez des liens vers des articles approfondissant le sujet. Les termes génériques sans rapport avec le sujet sont à éviter, ainsi que les répétitions de liens vers un même terme.
- Les liens externes sont à placer uniquement dans une section « Liens externes », à la fin de l'article. Ces liens sont à choisir avec parcimonie suivant les règles définies. Si un lien sert de source à l'article, son insertion dans le texte est à faire par les notes de bas de page.
- La présentation des références doit suivre les conventions bibliographiques. Il est recommandé d'utiliser les modèles {{Ouvrage}}, {{Chapitre}}, {{Article}}, {{Lien web}} et/ou {{Bibliographie}}. Le mode d'édition visuel peut mettre en forme automatiquement les références.
- Insérer une infobox (cadre d'informations à droite) n'est pas obligatoire pour parachever la mise en page.

Pour une aide détaillée, merci de consulter Aide:Wikification.
Si vous pensez que ces points ont été résolus, vous pouvez retirer ce bandeau et améliorer la mise en forme d'un autre article.
La maison Qiyat (Kazakh: Қият/Qyiat, Karakalpak: Қыят/Qıyat, Ouzbek: Қиёт/Qiyot, Mongol: Хиад/Khiad, Russe: Кият/Kiyat) est une dynastie princière d'origine mongole, issue des Qiyat Niroune (Nirun), dirigeante de l'État mongol depuis le début du XIIe siècle, elle accède de facto sur le Khanat Tatar en 1204 puis de manière officielle en 1229 avec l'élection d'Ögedeï comme Khagan, elle y règne jusqu'au début du XXe siècle. La dynastie Qiyat est la dynastie qui a le plus influencé les peuples d'Eurasie depuis les conquêtes mongoles. Principalement basés dans l'actuel Mongolie, les Qiyad ont régné sur : l'Empire mongol, l'Ilkhanat de Perse, le Khanat de Kazan, le Khanat dzoungar, le Khanat de Crimée, l'Empire moghol, le Khanat de Boukhara, le Khanat de Khiva, le Khanat des Ouzbeks et le Khanat kazakh,.

## Origine des Qiyad
D'après la légende conservée dans l'Histoire secrète des Mongols, l'origine mythologique de la famille commence avec le Loup gris-bleu (Бөртэ чоно / Börte chono) et la Belle Biche (Гуа маралын / Gua Maralyn). Leurs descendants de la 11e génération sont Du'a Sokor, un sorcier, et Dobu Mergen, Du'a aide son frère Dubu à trouver une épouse, Du'a Sokor trouva Alungoo ekhiin domog (Алунгоо эхийн домог, Alungoo la mère légendaire) ou, plus simplement Alan Qo'a ("Garance-la-Belle"), avec celle-ci, Dubu Merger aura deux fils, Bugunuteï et Belgunuteï. Après la mort de Dubu, Alan Qo'a donne naissance à trois autres fils, Buqu Qatagi, Buqatu Salji et Bodontchar.
Cela a amené ses deux fils aînés à soupçonner que les trois plus jeunes fils avaient pour père un serviteur d'Uriankhai. Ayant entendu parler de ces soupçons, Alan Gua convoqua ses cinq fils pour un repas, puis leur donna à chacun une flèche et leur demanda à chacun de la briser. Ensuite, elle a fabriqué un faisceau de cinq flèches et leur a demandé de le briser, mais ils n'ont pas pu, leur montrant le pouvoir de l'unité.
L'explication d'Alan Gua pour la conception de ses trois plus jeunes fils est la visite d'un "homme jaune", qui passe chaque nuit par le toit de sa yourte et repart chaque matin en rampant sur les rayons du soleil ou de la lune "comme un chien jaune". Elle en conclut que les plus jeunes fils devaient être des enfants du ciel et qu’il était donc inapproprié de les comparer aux gens ordinaires.

## Génealogie

### Descendance deBodontchar
- Bodonchar, (v.930 - ?);
  - Ba'aridai (ou Ba'arin Aqa), (v.955 - ?);
    - Voir la maison des Ba'arin;

  - Qabichi (ou Buqa), (v.960 - ?);
    - Dutum Menen (ou Menen Tudun), (v.980 - ?);
      - Qachi Kulug, (v.1000 - ?);
        - Khaidu khan, (v.1025 - v.1100), Khan des mongols;
          - Shingkor Doqsin, (v.1046 - av.1100);
            - Tumbinai Khan, (v.1065 - v.1127), Khan des mongols;
              - Qachulai (Kadjuli), ancêtre de la maison des Barulas;
                - voir les Barlas;

              - Babul Qa'an, (v.1085 - 1147), Khan des mongols;
                - Ökin Barqaq, (v.1105 - ?);
                  - Qutuqtu Yörki, (v.1125 - ?);
                    - Seche Beki, (v.1150 - 1197);
                    - ? Taichu, (v.1155 - 1197);

                - Bartan Baatar, (v.1106 - ?);
                  - Mönggetü Qiyan, (v.1130 - ?);
                    - Öngür Noyan, (v.1160 - ap.1207);
                    - voir Les Changshi'ud;

                  - Nekün Taishi, (v.1132 - ?);
                    - Khuchar Beki, (v.1160 - 1204);
                      - Jauhai, (v.1185 - ap.1204);

                  - Yisükei ba'adur, (v.1134 - 1171);
                    - voir les Bordjiguines;

                  - Daritai Otchigin, (v.1136 - ?);

                - Qutuqtu Mönggür, (v.1108 - ?);
                  - Böri Böke, (v.1145 - 1197);

                - Koutoula, (v.1110 - 1161), Khan des mongols en 1147;
                  - ? Jochi Qa'an, (v.1130 - 1185), Khan des mongols;
                  - Altan, (v.1135 - ?);
                  - Yeke Ca'aran, (v.1137 - ?);

                - Qulan, (v.1111 - ?);
                - Qada'an Ba'adur, (v.1113 - ?);
                - Tödö'en Otchigin, (v.1115 - ?);

              - ? Jaksu, ancêtre des maisons des Uru'ud, des Mangqud et des Noyakin;
              - ? Barim Shi'iratu Qarutchu;
              - ? Qachi'un, ancêtre de la maison des Adarkin;
              - ? Bat Celsei, ancêtre de la maison des Buda'ad;
              - ? Udur Bayan, ancêtre de la maison des Jajirad;
              - ? Bu'ulchar Doqulan, ancêtre de la maison des Doqolad;
              - ? Besudei, ancêtre de la maison des Besud.

          - Charaqai Lingqu, (v.1055 - ?);
            - voir les Tayitchi'out;

          - Cha'ujin (ou Cha'unjin Ortekei), (v.1060 - ?);
            - Voir la maison des Siji'ud;
            - Voir la maison des Artakin;
            - ? Yesutu, (v.1090 - ?);
              - Voir la maison des Qongqotan;

            - ? Oronar, (v.1090 - ?);
              - Voir la maison des Orona'ud;

            - Voir la maison des Sonid;
            - Voir la maison des Qabturqas;
            - Voir la maison des Keniges;

      - Qachin (v.1002 - ?);
        - Noyangidai, (v.1025 - ?);
          - Voir la maison des Noyakin;

      - Qachi'u, (v.1004 - ?);
        - ? Baruladai, (v.1025 - ?);

      - ? Qachula, (v.1005 - ?);
        - ? Yeke Barula, (v.1025 - ?);
        - ? Uchugen Barula, (v.1030 - ?);
          - Voir la maison des Barlas;

      - ? Qachi'un, (v.1007 - ?);
        - ? Adarkidai, (v.1030 - ?);
          - Voir la maison des Adarkin;

      - Qaraldai, (v.1008 - ?);
        - Voir la maison des Buda'ad;

      - ? Nachin Ba'adur, (v.1010 - ?);
        - Uru'udai, (v.1030 - ?);
          - Voir la maison des Uru'ud;

        - Mangqudai, (v.1032 - ?);
          - Voir la maison des Mangqud;

        - Siji'udai, (v.1034 - ?);
          - Voir la maison des Siji'ud;

        - Doquladai, (v.1036 - ?);
          - Voir la maison des Doqulad;

  - Buqtai, (v.970 - ?);
    - ? Nachin Ba'adur, (v.1010 - ?);

  - Je'uriyedei, (v.970 - ?);
    - Voir la maison des Je'uriyed;